# جدول کاهش بارداری
جداول کاهش بارداری که به آنها روش‌های جدول عمر نیز گفته می‌شوند، برای محاسبه احتمال رویدادهای خاص، استفاده می‌شوند.

## کنترل بارداری
روش‌های جدول عمر، اغلب برای مطالعه اثربخشی روش‌های پیشگیری از بارداری استفاده می‌شوند. در این زمینه، آنها جایگزینی برای شاخص مروارید هستند.
همانطور که در مطالعات کنترل بارداری استفاده می‌شود، یک جدول کاهش، میزان اثربخشی را بطور جداگانه‌، برای مطالعه ماهیانه و همچنین برای یک دوره زمانی استاندارد (معمولاً ۱۲ ماه) محاسبه می‌کند. استفاده از روش‌های جدول عمر، جلوگیری‌های مربوط به زمان را حذف می‌کند (یعنی زوج‌های بارورتر باردار می‌شوند و زودتر از موعد از مطالعه خارج می‌شوند و زوج‌ها با گذشت زمان، در استفاده از این روش ماهرتر می‌شوند) و از این نظر نسبت به "شاخص پرل"، برتری دارد.
از دو نوع جدول کاهشی، برای ارزیابی روش‌های کنترل بارداری استفاده می‌شود. جداول کاهش چندگانه ای (یا رقابتی)، میزان اثربخشی خالص را گزارش می‌دهند. این موارد، برای مقایسه دلایل رقابتی و برای انصراف زوج‌ها از مطالعه مفید هستند. جداول تک کاهشی (یا غیررقابتی)، میزانهای اثربخشی ناخالص را گزارش می‌دهند که می‌توانند برای مقایسه دقیق یک مطالعه با مطالعه دیگر، مورد استفاده قرار گیرند. 

## همچنین ببینید
- تحلیل بقا